# Banu Mardanix
Els Banu Mardanix o Mardànix (àrab: بنو مردنيش, Banū Mardanīx), que en castellà equival al cognom «Martínez», van ser una dinastia musulmana d'origen muladí, és a dir, de cristians en territori musulmà convertits a l'Islam. Van governar diverses localitats i territoris, com la taifa de Fraga (1144), la de València (1142-1172) arran de la fi del control dels almoràvits a la península, si bé sobre València van prendre el poder breument els almohades, o la de Múrcia. De fet, amb capital a la ciutat de Múrcia, es va constituir una taifa en mans d'un destacat membre de la família, Muhàmmad ibn Mardanix, conegut com «Rei Llop», que va prendre per la força tot el territori de les taifes de València i Múrcia i es va endinsar a l'interior estenent-se per Albacete, Jaén, Baza, Úbeda, Carmona, Écija, Granada, a més d'amenaçar altres com Còrdova i Sevilla. En el cas de València, van ser els darrers governants del territori abans de la conquesta cristiana per part de Jaume I el Conqueridor.

## Valís almoràvits
- (1145-1146): Abd-Al·lah ibn Sad ibn Mardanix, valí (governador) de la Taifa de València, en nom del valí de Múrcia, Ibn 'Iyad.
- (1146-1147): Muhàmmad ibn Mardanix, fill de l'anterior, valí de València i Múrcia. S'autoproclamà emir (rei) de la Taifa de Múrcia.

## Emirs independents
- (1147-1172): Muhàmmad ibn Mardanix. S'autoproclamà emir de la Taifa de Múrcia.
- (1147-1171): Abu-l-Hajjaj Yússuf, germà de l'anterior, valí de la Taifa independent de València en nom del seu germà, l'emir Muhàmmad ibn Mardanix.

## Valís almohades
- (1171-1186) Abu-l-Hajjaj Yússuf: A la mort del seu germà fou valí de València dependent de l'emperador almohade.
- (1186-1238) Zayyan ibn Mardanix, net d'Abu-l-Hajjaj Yússuf, valí de València (sols en part del territori).